# Segundo gobierno de Óscar R. Benavides
El segundo gobierno de Óscar R. Benavides en el Perú se inició el 30 de abril de 1933 y culminó el 8 de diciembre de 1939. Fue un gobierno de carácter dictatorial, nacido en momentos en que el país atravesaba una crisis interna, motivada por el enfrentamiento entre el gobierno y los militantes del APRA, estos últimos de tendencia socialista e indigenista. Su régimen enfrentaba un conflicto internacional con Colombia, el cual se agravó más con asesinato el presidente de facto Luis Miguel Sánchez Cerro, su predecesor en el cargo.
Benavides fue elegido por el Congreso Constituyente para completar el periodo de Sánchez Cerro. Esta elección no estuvo sujeta a la Constitución, pero fue realizado invocando la situación de emergencia. Sin embargo, tras anular las elecciones generales de 1936, Benavides prorrogó su gobierno por tres años más hasta 1939, cuando finalmente cedió el mando a Manuel Prado Ugarteche, elegido en unas elecciones fraudulentas.
Benavides gobernó bajo el lema de «orden, paz y trabajo» y contaba con el respaldo del ejército y de la oligarquía. Hechos importantes de este gobierno fueron el arreglo de paz con Colombia, la represión a los apristas y de los militantes del Partido Comunista Peruano, la promulgación de leyes a favor de la clase trabajadora y la mejora de la situación económica y financiera, que le permitió hacer numerosas obras públicas.

## Antecedentes

### Gobierno de Luis M. Sánchez Cerro
Luis Miguel Sánchez Cerro, fue elegido presidente del Perú el 8 de diciembre de 1931. Su principal oponente en las elecciones realizadas en octubre de ese mismo año, fue el líder aprista Víctor Raúl Haya de la Torre, quien el mismo día que se anunciaron los resultados pronunció un discurso manifestando su descontento hacia el proceso electoral, que, según él, había sido claramente manipulado. Desde ese momento, inició una relación tensa y conflictiva entre el presidente Sánchez Cerro y el partido aprista peruano. Esta relación se manifestó de principio en el congreso, como una oposición férrea. 
Pero progresivamente se fue convirtiendo en un enfrentamiento directo y violento. El cual inició con un atentado contra el presidente en la Iglesia Matriz de Miraflores en marzo de 1932, teniendo su punto más álgido en la Revolución de Trujillo (1932), realizada por obreros, campesinos y estudiantes de esa ciudad norteña. En la cual murieron aproximadamente cinco mil civiles fusilados extrajudicialmente. Este violento episodio anticiparía último tramo del gobierno de Sánchez Cerro. El presidente sería asesinado por un militante de filiación aprista llamado Abelardo Mendoza Leyva el 30 de abril de 1933. 
Ello provocaría un escenario de considerable inestabilidad nacional, debido a la ausencia de una autoridad pero también debido a un posible conflicto con Colombia. Es así, que las autoridades deciden convocar de manera inmediata una reunión extraordinaria del Congreso para que se decidiera la elección del nuevo Presidente.

### Conflicto con Colombia
En 1932 durante el gobierno de Luis M. Sánchez Cerro el prefecto de Iquitos, Jesús Ugarte, le escribió al presidente informando que un grupo de peruanos había tomado Leticia, el poblado que se encontraba en el trapecio cedido por Augusto B. Leguía a Colombia en el Tratado Salomón-Lozano de 1922. La toma tuvo apoyo cívico y militar por ser considerada una medida legítima por parte de la población. Ante esta situación la reacción de Sánchez Cerro fue desligarse del hecho diciendo que los invasores eran agitadores pro comunistas, enemigos del gobierno y que se uniría al gobierno colombiano para desalojarlos. Sin embargo, esta posición tomada por el gobierno no duraría mucho, pues el presidente se vería en la obligación de cambiar de opinión a raíz del apoyo loretano y del soporte político de quienes demandaban una renegociación del tratado de 1922. 
El gobierno sin tener argumentos sólidos legales expresó que la ocupación fue motivada por aspiraciones patrióticas y que era inmoral abandonar a esos ciudadanos a las fuerzas colombianas por lo cual se rehusó a retirar a sus fuerzas antes que la frontera fuera modificada. A pesar de ello, sí reconoció el tratado de 1922. Ante esto Colombia rompió relaciones diplomáticas en 1933, estallando un conflicto militar por el Incidente de Leticia, donde ocurren varios choques armados entre ambas naciones, destacándose combates como el Combate de Tarapacá (1933) y el Combate de Güepí, entonces Perú solicitó a la Liga de las Naciones su intervención, por ello la disputa se puso en la agenda del Consejo de la Liga para buscar una solución al problema. El Perú nombró al general Benavides comandante en jefe de las fuerzas armadas, considerándolo el más idóneo para colaborar con la solución de este problema que termina con la firma del Protocolo de Río de Janeiro (1934).

## Primera etapa (1933-1936)
Se caracterizó por la búsqueda de dos objetivos claves: lograr una mejora en el nivel económico por medio de reformas re-distributivas y re-establecer el orden interno por medio de una actitud cauta políticamente. En este periodo se presentaron diversos episodios de inestabilidad provocados por los constantes enfrentamientos entre apristas, el gobierno y otros grupos políticos.

### Elección
La elección del Presidente, sería decidida por el Congreso, quien realizó la votación ese mismo día. Esta se distribuyó de la siguiente manera de un total de 88 votos, 81 votos fueron para Óscar R. Benavides, 4 votos fueron para Manuel Bustamante de la Fuente, 1 voto para Víctor Raúl Haya de la Torre y un voto fue viciado. 
Es así, como Óscar R. Benavides fue designado como presidente constitucional en lugar de Luis M. Sánchez Cerro, hasta que concluyera el periodo de este en 1936. Es cierto que su elección como presidente no se sujetaba a la Constitución, pues esta estipulaba que no podían ser elegidos para la suprema magistratura los militares en actividad. Sin embargo, se invocó la situación excepcional en que se hallaba la República, que no sólo enfrentaba una guerra exterior (con Colombia), sino que en su interior sufría la amenaza de una guerra civil, a consecuencia de los enfrentamientos entre apristas y urristas (miembros del partido del presidente Sánchez Cerro).
Benavides era ya una figura muy conocida en la política peruana, habiendo sido sucesivamente Presidente de la Junta de Gobierno y Presidente Provisorio en lo que fuera su primer gobierno (1914-1915), también por elección del Congreso. Como militar, se había destacado en el conflicto de La Pedrera de 1911 (en la frontera con Colombia).
El eje principal de la política de Óscar R. Benavides, sería asegurar el orden interno y solucionar el conflicto con Colombia. 
Benavides suscribió la Constitución de 1933, que reemplazó a la de 1920. Esta nueva Constitución mantendrá su vigencia hasta 1979. Su primer gabinete ministerial, presidido por José Matías Manzanilla (que también fuera jefe del gabinete del presidente anterior), juró el 5 de mayo de 1933. Lo integran los ministros del anterior gabinete sanchecerrista: Julio Chávez Cabello (Gobierno y Policía), Wenceslao Delgado (Justicia e Instrucción), Ignacio A. Brandariz (Hacienda), el coronel Antonio Beingolea Balarezo (Guerra); más dos cambios: Pablo Ernesto Sánchez Cerro, hermano del presidente asesinado (Fomento) y Luis A. Flores (Marina y Aviación). Con este gabinete se daba a entender que se mantendría la política del anterior mandatario.

### Represión a apristas y comunistas
Las prioridades de Benavides al comenzar su gobierno fueron buscar el fin del conflicto con Colombia, calmar la agitación política interna y superar la crisis económica. 
Benavides encaró el problema con Colombia de manera franca. El recién electo presidente colombiano, Alfonso López Pumarejo (amigo de Benavides desde los días en que ambos coincidieron en Londres desempeñando funciones diplomáticas), viajó hasta Lima para entrevistarse con el presidente peruano. Finalmente, se llegó a un acuerdo de paz en mayo de 1934. 
Los problemas internos, originados por la tenaz campaña opositora de los seguidores de ideologías populistas o socialistas (apristas y socialistas), serían los más complicados de resolver.

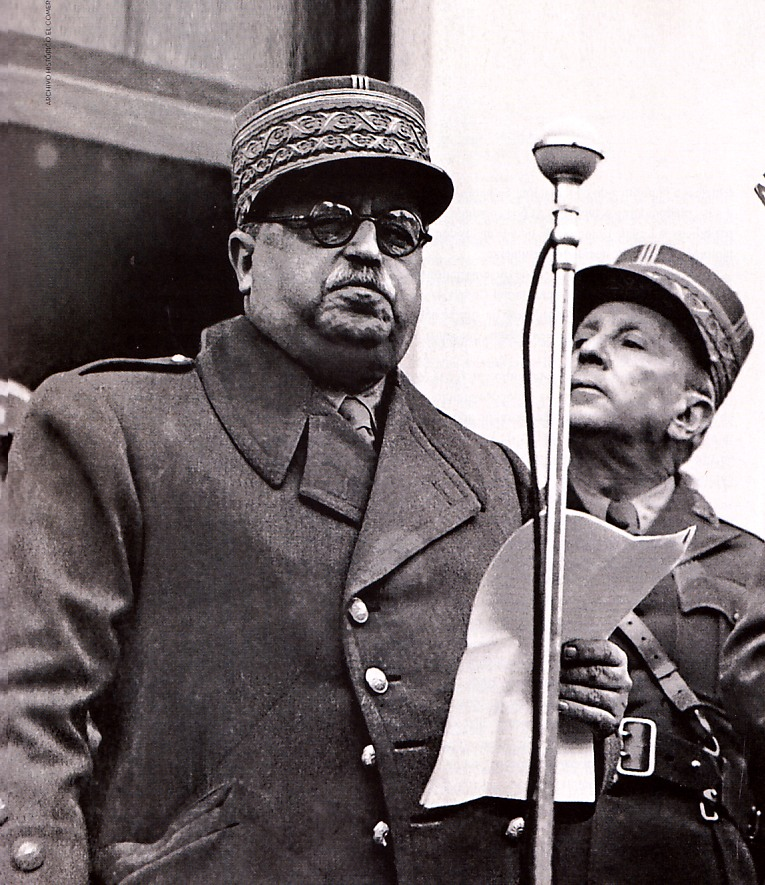
El general Óscar R. Benavides, transmitiendo un mensaje radial en 1936.

Benavides comenzó distanciándose de los sanchecerristas más conspicuos, entre ellos Luis A. Flores, el líder de la Unión Revolucionaria, que pasó a la oposición. Tras la dimisión del gabinete Manzanilla, Jorge Prado Ugarteche asumió la Presidencia del Consejo de Ministros, el 29 de junio de 1933. Prado dio a conocer, ante el Congreso Constituyente, un programa llamado de «apaciguamiento y concordia», obteniendo abrumador voto de confianza. El 9 de agosto de 1933 se expidió una ley de amnistía, por la cual se amnistiaba a todas aquellas personas a las que se les seguía juicio político y se permitía el retorno de los deportados. Fue así como Haya de la Torre, el líder del APRA, fue puesto en libertad y retornaron los desterrados apristas. Pero no duraría mucho esta apertura. Poco después el gabinete Prado dimitió y el 25 de noviembre le sucedió el presidido por José de la Riva Agüero y Osma, quien reinició la política de mano dura contra el APRA. En mayo del año siguiente, Riva Agüero, que también ejercía como ministro de Justicia, Culto e Instrucción, renunció por negarse a firmar la ley que aprobaba el divorcio de mutuo disenso, pues ello atentaba contra su fe católica.
En noviembre de 1934, se realizaron una serie de levantamientos en el centro del país liderados por militantes apristas. Ello debido a que no se realizaron las elecciones para el parlamento prometidas por el gobierno debido al cierre inconstitucional del Congreso y a la exclusión de legisladores apristas que habían sido elegidos democraticamente en 1932. Esta era una demanda de la clase política en general, que era aplazada constantemente por el presidente quien constantemente aducía que no era el momento indicado pues no se había alcanzado el "orden" interno necesario. Los levantamientos se centraron en Huancavelica, Ayacucho y Huancayo. 
Este hecho provocó que el 25 de diciembre de 1934 asumiera el cargo de presidente del gabinete Carlos Arenas y Loayza y que los principales líderes apristas incluyendo Víctor Raúl Haya de la Torre fueran perseguidos políticos y pasaran a la clandestinidad. 
El 15 de mayo de 1935 ocurrió el asesinato del director del diario El Comercio, Antonio Miró Quesada de la Guerra, y el de su esposa María Laos, a manos de Carlos Steer Lafont, por el acto aislado de un joven de 19 años, integrante de la Falange Aprista Juvenil. Antonio Miro Quesada había manifestado su constante oposición al APRA desde este diario. Las consecuencias de este suceso fueron: en primer lugar, la reanimación del discurso contra el APRA por parte del gobierno, al considerarlo un grupo violento y el cambio del ministro Carlos Arenas y Loayza por el general Manuel E. Rodríguez.  
El gobierno mantuvo la proscripción del APRA, aduciendo que era un partido internacional, lo que, según la Constitución de 1933, lo inhabilitaba para actuar. Por esa misma razón se reprimió al Partido Comunista, aunque los militantes de éste eran todavía una minoría, comparado con las masas que movilizaban los apristas Las cárceles se llenaron de presos políticos, apristas y comunistas. Una novela del escritor indigenista José María Arguedas, El Sexto, está ambientada en dicha época.

### Las frustradas elecciones de 1936

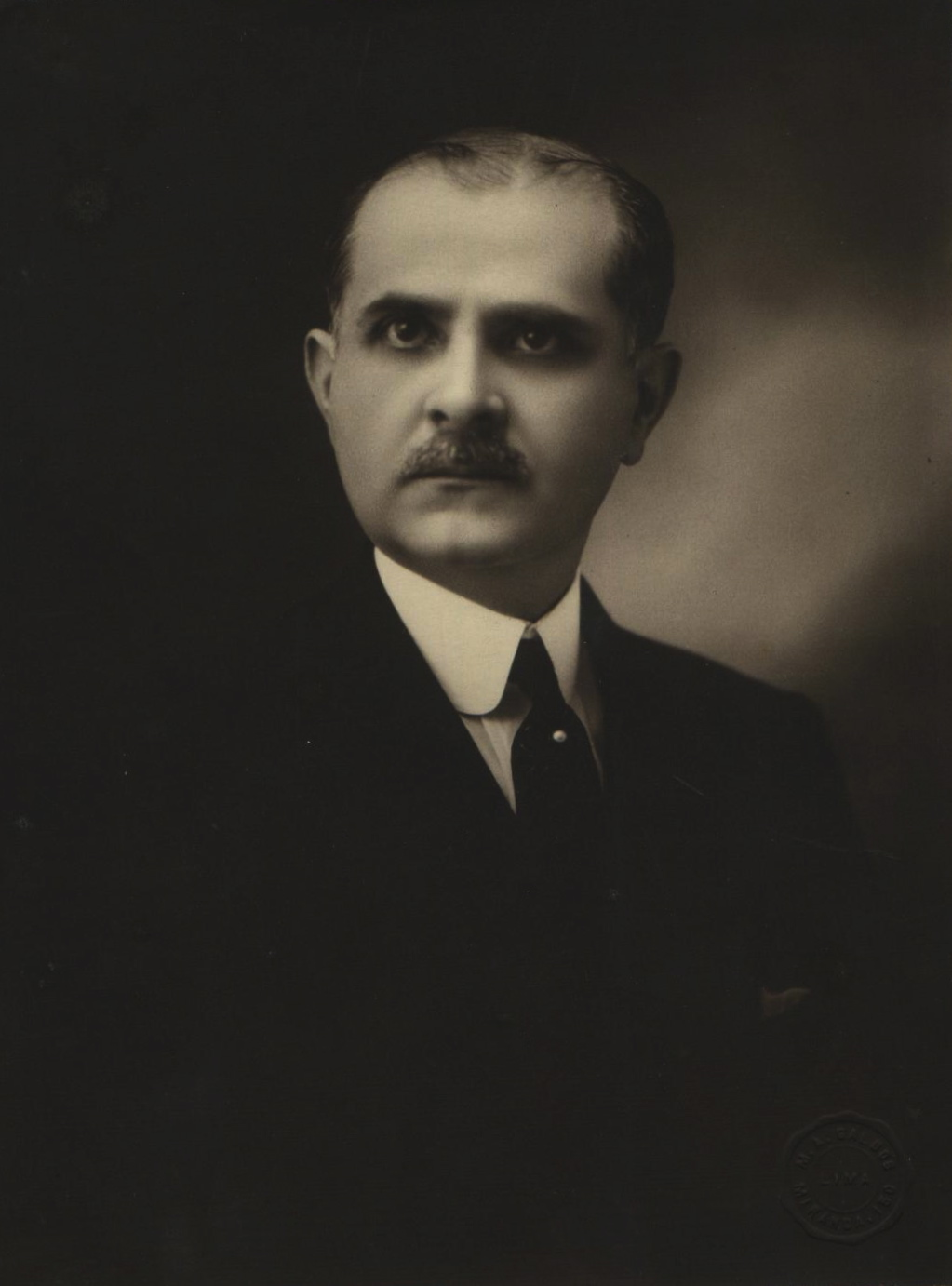
Luis Antonio Eguiguren Escudero, ganador de las elecciones generales de 1936.

Al acercarse el fin de su período presidencial, programado para 1936, el presidente Benavides anunció su intención de convocar a elecciones generales para 1936. Con el fin de dar una apariencia de imparcialidad, decidió formar un nuevo gabinete conformado por personalidades ajenas a toda bandería e interés político. La presidencia del Consejo de Ministros fue confiada al general Manuel E. Rodríguez, quien juramentó el 21 de mayo de 1935. Durante este período se crearon los ministerios de Educación y de Salud Pública. El 13 de abril de 1936, el coronel Ernesto Montagne Markholz (que era ministro de Educación) reemplazó a Rodríguez en la jefatura del gabinete.
Para las elecciones de 1936, se perfilaba como candidato de arrastre popular el líder aprista Víctor Raúl Haya de la Torre, pese a estar en la clandestinidad. Pero faltando veinte días para los comicios, el Jurado electoral tachó la inscripción de Haya, por considerar que su partido era una organización internacional, y como tal, inhabilitada constitucionalmente. Como candidatos se presentaron: Manuel Vicente Villarán, apoyado por algunos miembros del gobierno, como José de la Riva Agüero y Osma; Luis A. Flores, jefe de la Unión Revolucionaria, de tendencia fascista y acérrimo opositor del gobierno; el doctor Luis Antonio Eguiguren, notable jurista, expresidente del Congreso Constituyente; y Jorge Prado Ugarteche, exministro del gobierno, al que apoyaban partidos menores.
Aparentemente, era Jorge Prado quien gozaba de la simpatía oficialista. Pero el gobierno veía también con buenos ojos la candidatura de Villarán. Por su parte, el aprismo ofreció su apoyo a Luis Antonio Eguiguren, quien se perfiló así como seguro triunfador, al ser aquel un partido de masas. Al realizarse los escrutinios, la tendencia favorecía, efectivamente, a Eguiguren, por lo que el Jurado electoral decidió suspender el conteo, bajo el absurdo argumento de que los votos de dicho candidato provenían de un partido internacional (como si tuviera el poder de discernir la procedencia de los votos, que eran secretos). Al momento de esta suspensión, así iban las cifras: 
| Candidato                       | Votos         |
| ------------------------------- | ------------- |
| Luis Antonio Eguiguren Escudero | 74, 485 votos |
| Luis Alberto Flores Medina      | 57, 838 votos |
| Jorge Prado y Ugarteche         | 46, 803 votos |
| Manuel Vicente Villarán         | 29, 166 votos |

El Jurado electoral trasladó el problema al Congreso, el cual, convocado extraordinariamente por el Poder Ejecutivo, anuló las elecciones y prorrogó por tres años más el mandato de Benavides, es decir, hasta 1939, y por añadidura le otorgó la facultad de legislar (pues el Congreso, instalado el 8 de diciembre de 1931 como Constituyente, culminaba también su periodo el 8 de diciembre de 1936). 
Esta primera etapa claramente se desarrolló con marcados rasgos de inestabilidad y episodios de crisis. La máxima manifestación de ello, fueron los constantes cambios de ministros, que al finalizar este periodo fueron en total siete: José Matías Manzanilla (abril 1933- junio 1933), Jorge Prado Ugarteche (junio 1933- noviembre 1933), José de la Riva Agüero (noviembre 1933- mayo 1934), Alberto Rey de Castro (mayo 1934- diciembre 1934), Carlos Arenas y Loayza (diciembre 1934- mayo 1935), General Manuel E. Rodríguez (mayo 1935- abril 1936) y el Coronel Ernesto Montagne (a partir de abril de 1936). Por el contrario, esta inestabilidad de la primera etapa, no se presentaría en la segunda y ello se manifestaría en que solo se daría un cambio de ministro.

## Segunda etapa (1936-1940)
Esta etapa tiene cuatro características fundamentales: 
1. Aumento considerable en la función re-distributiva del Estado que se materializara en obras públicas que acrecentarán la popularidad del presidente.
2. Mayor duración de los gabinetes ministeriales, que será una manifestación de la consolidación del proceso de restablecimiento del orden interno iniciado por el gobierno en la etapa anterior.
3. Consolidación del apoyo por parte de las Fuerzas Armadas al gobierno y del aparato represivo de este contra los actores políticos y sociales, lo cual generará que las crisis que se presentan durante este periodo sean controladas con mucha mayor eficacia. Así mismo, este apoyo se manifestará en la presencia de militares en los gabinetes ministeriales y en la asignación de un mayor presupuesto a la defensa nacional y a las cuestiones castrenses.
4. Recrudecimiento de la oposición hacia el gobierno por parte de los dos partidos de masas: el APRA y la Unión Revolucionaria. Persecución de Haya de la Torre y de los apristas a partir de noviembre de 1934 en la etapa que ellos han denominado: "la gran persecucion" y que se extiende hasta 1945; título también de un libro autobiografico publicado en 2004 por Armando Villanueva del Campo. A fines de 1934, los dirigentes más notables estaban "exiliados o presos sino muertos"[1]

### Descontento popular
Benavides, en esta segunda etapa de su gobierno, continuó las líneas fundamentales de su administración, pero se hizo notorio el hastío de la población. Continuó como presidente del Consejo de Ministros el coronel Ernesto Montagne Markholz.
Mediante la Ley N° 8463, se le concedieron facultades legislativas al Poder Ejecutivo, lo cual provocó que desde el 8 de diciembre de 1936 hasta 1939 no exigieran divisiones claras y concisas entre los poderes del Estado; al carecer de un congreso que fiscalizara y controlara las acciones del ejecutivo. Es esta característica la que ha generado que muchos autores decidan considerar este segundo periodo como una etapa autoritaria. Si bien es cierto esta fue una característica del gobierno de Benavides desde un principio, fue en este periodo que se acentuó más este rasgo. 
No solo se mantuvo la persecución contra los apristas y comunistas, sino que se enfiló la represión hacia Luis A. Flores y otros líderes del urrismo, que fueron deportados. En febrero de 1937 fue asesinado el líder obrero aprista Manuel Arévalo, aduciéndose que había intentado fugar mientras era conducido preso a Lima, hecho que conmocionó a la clase trabajadora y a la opinión pública en general.

### La intentona golpista del general Antonio Rodríguez

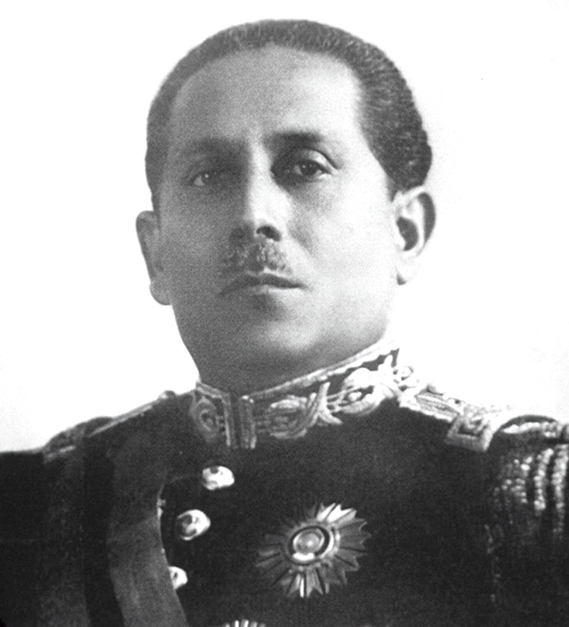
El general Antonio Rodríguez Ramírez, ministro de Gobierno que fue autor de un intento de golpe de Estado contra Benavides, en el que perdió la vida.

Por entonces, los líderes apristas, convencidos de que era imposible llegar al poder mediante una revolución popular, adoptaron otra táctica: decidieron captar a los miembros de las fuerzas armadas con el fin de usarlos como instrumentos para sus fines. Uno de los que cayeron en la red aprista fue el general Antonio Rodríguez Ramírez, ministro de Gobierno y segundo vicepresidente, uno de los hombres de confianza de Benavides. Rodríguez quedó convencido de que era el hombre providencial para salvar al país de la dictadura y organizó un golpe de Estado, en complicidad del general Cirilo Ortega. Haya de la Torre le prometió el apoyo total del “pueblo aprista” una vez que iniciara el movimiento.
El domingo 19 de febrero de 1939 fue el día señalado para el golpe de Estado, aprovechando que Benavides se hallaba de excursión hacia el puerto de Pisco, con motivo de los carnavales.  Acompañaban al presidente en ese viaje un grupo reducido de sus colaboradores, entre ellos los ministros Carlos Concha Cárdenas, Diómedes Arias-Schreiber, Héctor Boza y el capitán de navío Roque A. Saldías. 
En la madrugada de ese día, Rodríguez se sublevó con algunos subalternos y ocupó el Palacio de Gobierno sin encontrar resistencia alguna. Acto seguido, anunció por Radio Nacional y envió a los diarios para su publicación el consabido Manifiesto a la Nación, pero ninguno de ellos lo publicó. Un piquete de la Guardia Republicana, confabulado con los rebeldes, fue enviado a la Penitenciaría de Lima, para que liberara a los presos políticos (la mayoría aprista). 
Sin embargo, la intentona golpista culminaría de manera sorpresiva a las pocas horas. Los rebeldes cometieron el error de no comprometer a su favor a los destacamentos que custodiaban Palacio, cuyos jefes se vieron sorprendidos por los hechos; decidieron finalmente permanecer fieles a Benavides. El mayor de la Guardia Civil del Perú Luis Rizo Patrón Lembcke, primer jefe del Batallón de Asalto de la Guardia Civil, se puso de acuerdo con el capitán GC Alejandro Ismodes Romero, primer comandante de la Compañía de Ametralladoras de Palacio (emplazadas en las azoteas de Palacio), para debelar el movimiento. La hora fijada fue a las 8 de la mañana, en momentos en que se izaba la bandera en el patio de Palacio y se tocaba la Marcha de Banderas. Acordaron que la señal la daría Ismodes, la cual sería unas ráfagas de ametralladora disparada desde lo alto de Palacio. Llegada la hora y ante la señal convenida, Rizo Patrón avanzó sobre Palacio de Gobierno y apuntando con un mosquetón a Rodríguez, le intimó por tres veces a que se rindiera. Rodríguez increpó a Rizo Patrón de manera temeraria, recibiendo entonces una descarga, que lo dejó muerto en el acto. Cayeron además un alférez y un guardia del Batallón de Asalto. Los demás oficiales comprometidos con el golpe no atinaron a hacer nada y fueron detenidos.
La rebelión, que había contado al parecer con gran apoyo de diversos sectores, fracasó debido fundamentalmente a que los rebeldes no lograron comprometer a muchas de las unidades fundamentales del Ejército ni a jefes importantes. Tampoco hubo apoyo popular. El “pueblo aprista” no se hizo presente.
Enterado por vía cablegráfica de la intentona golpista, Benavides regresó de Pisco por vía terrestre y llegó a Lima seguido de una caravana de automóviles. Se había salvado esta vez, pero comprendió muy bien que era contraproducente mantenerse en el poder. En reemplazo de Rodríguez fue nombrado como nuevo ministro de Gobierno Diómedes Arias-Schreiber.
El 25 de marzo de 1939, Benavides dirigió un mensaje a la Nación en el cual expresó la situación actual del país y convocó a un plebiscito para el mes de junio, el cual buscaba la aprobación de una serie de reformas que otorgarían más facultades al poder ejecutivo. Para el presidente era fundamental restablecer el “derecho a veto del presidente”, el cual le daba la potestad al mandatario de observar una ley aprobada por el presidente y había sido anulado en la Constitución de 1933. 
En este plebiscito se aprobaron importantes reformas constitucionales, como la ampliación del período presidencial de 5 a 6 años, el restablecimiento de los dos vicepresidentes y la disminución de las facultades legislativas del Congreso en materia económica que se restringieron solo a aprobar o rechazar las diferentes medidas tomadas por el poder ejecutivo. 
El 20 de abril de 1939, tras la renuncia de Montagne, asumió como nuevo jefe del gabinete el ministro de Hacienda Manuel Ugarteche, con quien concluyó el gobierno de Benavides. En este nuevo gabinete que se formó solo dos de sus integrantes eran de las Fuerzas Armadas, ello manifiesta la desconfianza que Benavides adquirió después de lo sucedido con Antonio Rodríguez.

### Elecciones generales de 1939
Viendo que el panorama le era adverso, Benavides decidió convocar a elecciones y hacer el traspaso de poder. Pero antes convocó a un plebiscito, que se realizó el 18 de junio de 1939, y por el cual se aprobaron importantes reformas constitucionales, como la ampliación del período presidencial de 5 a 6 años, el restablecimiento de los dos vicepresidentes y la disminución de las facultades legislativas del Congreso en materia económica. Su intención era robustecer el Poder Ejecutivo en desmedro del Legislativo.
Para las elecciones generales de 1939, Benavides apoyó la candidatura presidencial de Manuel Prado Ugarteche, hijo del expresidente Mariano Ignacio Prado y que por entonces ejercía la presidencia del Banco Central de Reserva del Perú. Contra esta candidatura oficial, se alzó la de José Quesada Larrea, joven abogado, natural de Trujillo, quien para su campaña adquirió el diario La Prensa, desde donde se peleó por la libertad electoral, ante el propósito evidente del gobierno de manipular los resultados.
El partido aprista, que era el más importante del país, continuaba proscrito por ley. Otra importante fuerza política, la Unión Revolucionaria, quedó también anulada al estar desterrado su líder, Luis A. Flores. Ante la coyuntura electoral, tanto Prado como Quesada solicitaron el apoyo de los apristas, pero estos decidieron no tomar partido. Hechos los escrutinios, Manuel Prado resultó vencedor, con enorme ventaja. Se habló de fraude masivo; se dice que manos inescrupulosas cambiaron las ánforas y que treinta años después, se hallaron estas en una finca limeña, llenas con los votos de Quesada.
En momentos en que los organismos electorales verificaban los resultados, ocurrió en Trujillo un crimen horrendo. El 19 de noviembre de 1939, el teniente coronel Remigio Morales Bermúdez Sánchez, comandante de armas de la guarnición de Trujillo y primer jefe del batallón de Infantería N.º 19, fue asesinado a mansalva en su domicilio, hecho que se achacó a militantes apristas. Una corte marcial juzgó a trece acusados, dos de los cuales, Tomás Solano Bocanegra y Gregorio Zavaleta Díaz, fueron condenados a muerte, pena que se cumplió el 3 de diciembre del mismo año. Los demás fueron sentenciados a penas de prisión. 
Remigio Morales Bermúdez Sánchez era hijo del militar del mismo nombre, que fuera presidente del Perú entre 1890 y 1894; fue además padre de Francisco Morales Bermúdez, que llegó a ser también militar y Presidente del Perú, entre 1975 y 1980.
| Candidato              | Agrupación política    | Votos Válidos | Porcentaje |
| Manuel Prado Ugarteche | Coalición Conservadora | 262, 971      | 77, 52 %   |
| José Quesada Larrea    | Frente Patriótico      | 76, 222       | 22, 47 %   |

El 8 de diciembre de 1939 Benavides entregó el mando a Manuel Prado. El 19 de diciembre del mismo año, Prado honró a Benavides con el título de Mariscal.

## Obras

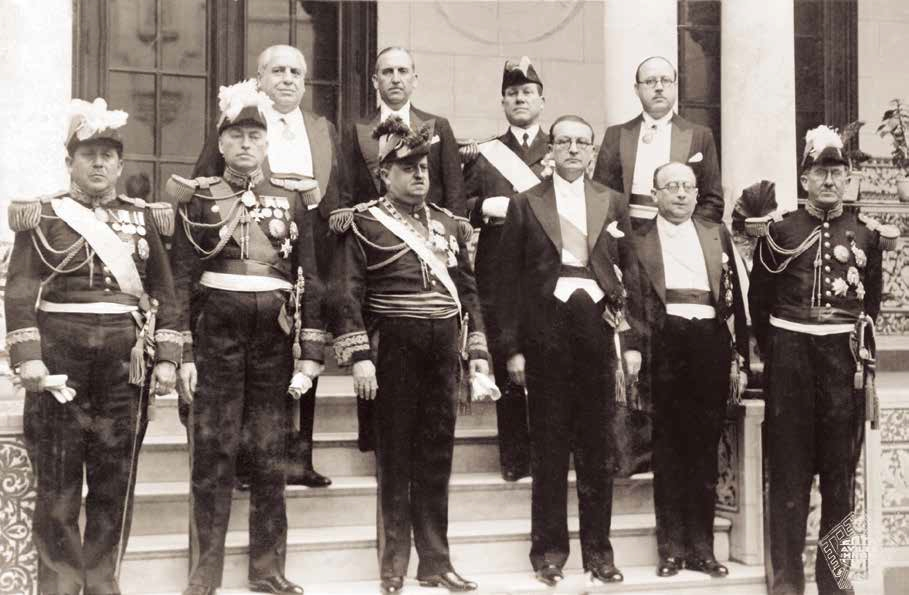
El general Óscar R. Benavides y su gabinete ministerial. Lima, 1933.

### Política económica y financiera
Fue uno de los principales ejes de la política durante el gobierno de Benavides, los objetivos en este espacio se plantearon con respecto a la regulación y estabilización de la economía. 

#### Servicios Fiscales
La primera medida adoptada por el gobierno de Benavides fue, establecer criterios básicos para organizar y tecnificar los servicios fiscales. Es por ello, que se crearon las Intendencias Generales de Hacienda, se organizaron las Direcciones de Presupuesto y Bienes Nacionales. Progresivamente se fueron alcanzando las metas trazadas e incluso se adquirieron nuevos compromisos.

#### Deuda Externa
El pago de la deuda había sido suspendido por medio de un decreto de ley N° 7193, el 29 de mayo de 1931. Benavides era consciente que era crucial solucionar ese desbalance fiscal para poder alcanzar los objetivos planteados en materia económica. Por ello, decidió iniciar un plan de reconocimiento de acreedores con el apoyo del director del Tesoro Público. Estos acreedores debían presentar documentos que corroboren sus préstamos y así iniciar el proceso de pago. 

#### Deuda Interna
Benavides reconoció que el proceso de adquisición de créditos había sido considerablemente desorganizado y, en algunos casos, se había llevado a cabo bajo condiciones inaceptables. Sin embargo, reconocía la importancia de restablecer el cumplimiento de estas obligaciones económicas. Así se iniciaron las negociaciones con diversos acreedores, entre los cuales se encontraban The Baring Brothers C° y Henry Schroeder C°, United Aircraft y The Electric Boat Co.

#### Finanzas y Comercio
- Creación del Banco Industrial del Perú (1936). Sus funciones se basaban esencialmente en:

1. Conceder préstamos a los empresarios industriales con el objetivo de proteger la producción de artículos que se importan.
2. Establece un impuesto de 5% anualmente a las industrias recién creadas y de un 6% anual a aquellas industrias ya establecidas.

- La política cambiaría se estabilizó, debido a la presión ejercida hacia el gobierno por parte de dos grupos distintos: industriales y agro-exportadores.
- Se establece una mejor organización de los porcentajes de protección (estructura tarifaria).
- Entre 1934 y 1937 el tipo de cambio se estabiliza alrededor de 4 soles por dólar. Lo cual influencia en el valor de las exportaciones que va en ascenso.
- La moneda se mantiene estable al igual que el nivel de precios.
- El aumento de las rentas fiscales respecto a los derechos de Aduana, se debió al desarrollo de la renta nacional, a la eficiencia de la recaudación y nuevas exportaciones que fomentaron importaciones.
- Se suprimieron impuestos en el sector vial, como el del “peaje” en las carreteras.
- Se dictaron medidas aduaneras para proteger la industria nacional de la industria japonesa de textiles.
- Los productos básicos de alimentación se mantuvieron rentables. Debido a un control directo del Estado sobre los precios.
- Se transforma el sistema tributario, trasladándose la mayor carga impositiva hacia los propietarios.
- Aumento de los depósitos de ahorros en el país.
- Progreso en las importaciones y exportaciones.

### Actividades Económicas

#### Política agropecuaria
- Se incrementó la capacidad productora del país, por medio de múltiples obras efectuadas a lo largo del país.
- En el gobierno se incentivó la creación de estaciones agrícolas, que buscaban una orientación científica a la actividad rural y lo hicieron por medio de investigaciones, enseñanza agrícola, propaganda, la adquisición de fundos y la fundación de oficinas técnicas y de control.

1. Selva: la creación de la estación agrícola de Amazonas.
2. Costa: estación agrícola de Piura, estación experimental agrícola del norte, brigada de fomento frutícola servicio de sanidad vegetal en Huacho.
3. Sierra: estación agrícola de Junín, estación agrícola de Apurímac, granja taller escolar de Puno, granja modelo de Puno.

- La realización de campañas enfocadas en un producto específico como: la quinua, el té, el trigo, el algodón, etc.

#### Política Industria: Textil y Cuero
- La producción textil en base de algodón alcanzaba 14.444 miles de soles en 1933 y sufrió un aumento del 51% en 1939, llegando a 21.800 miles de soles.
- La producción textil en base de lana alcanzaba 3.602 miles de soles en 1933 y experimentó un aumento del 330% en 1939, llegando a 12.056 miles de soles.
- La producción de calzado alcanzaba 909 miles de soles en 1933 y experimentó un aumento del 450% en 1939, llegando a 4.102 miles de soles.

#### Política Minera
- Le brindaron apoyo a esta actividad considerando que era una base segura para la riqueza pública y privada, pues ofrecía ilimitadas perspectivas a la inversión del capital y estimulaba empresas.
- Actividades de explotación y exportación de minerales metálicos, minerales no metálicos, combustibles.
- Aumento considerable en la producción de diversos minerales:

1. Cobre de 25 000 toneladas en 1933 a 34 000 toneladas en 1936 y 37 529 toneladas en 1937.
2. Plomo de 2 000 toneladas en 1933 a 30 000 toneladas en 1936 y 58 044 toneladas en 1938.
3. Zinc de 200 toneladas en 1933 a 11 239 toneladas en 1936 y 21 211 toneladas en 1939.
4. Carbón de 30 000 toneladas en 1933 a 89 622 toneladas en 1936 y 107 939 en 1939.

- Aumento en la producción de materiales de construcción:

1. Cemento de 20 000 toneladas en 1932 a 75 000 toneladas en 1936 y 116 000 en 1939.
2. Yeso de 6 000 toneladas en 1932 a 12 000 toneladas en 1936 y 15 655 toneladas en 1939.

- Aumento en la explotación de metales

- Plata de 210 000 kilogramos en 1932 a 619 000 kilogramos en 1936 y 639 259 kilogramos en 1938.
- Oro de 3 000 kilogramos en 1933 a 4 740 kilogramos en 1936 y 8 315 kilogramos en 1939.

#### Política Petrolera
- Implementan de la política de “exploración y explotación”, la cual impulsó la producción petrolífera de las reservas estatales.
- Realización de actividades extractivas en la costa, sierra y selva. Se inició en las zonas reservadas de Copé, luego pozos en la zona de Villar, etc.
- Aplicación en la Selva de la ley N° 8527 de denuncios petrolíferos. Esta consistía en y se obtuvieron óptimos resultados.
- Constitución de la Compañía Petrolera Ganso Azul Ltda. en Ucayali que para 1939 producía 400 barriles de petróleo diariamente.
- Sierra sur: en 1937 se envió una comisión de ingenieros para explorar la región puneña, con la finalidad de encontrar yacimientos petroleros. Los cuales fueron hallados a 4 000 m.s.n.m en un lugar denominados Pirin.
- En marzo de 1939 se adquiere el Establecimiento Industrial de Petróleo de Zorritos, con la finalidad de constituir una sola zona de explotación fiscal, que minimizará los costos y aumentará la producción.

### Política Social

#### Justicia y Culto
- El gobierno emprendió un progreso jurídico.
- Se impulsó una reforma en la legislación civil con el nuevo Código Civil el cual incluía la figura legal del divorcio. Este permaneció vigente hasta 1984.
- Se estableció el nuevo Código de Procedimiento Penal y la ley de reformas del Código Penal.
- Se formuló un proyecto para constituir el Código de Menores.
- Se impulsó un proyecto de modificación del Código de Comercio.
- Se instituyó el Secretario de Juzgados y la nueva Ley de Arancel de Derechos Judiciales.
- Se formularon diversos proyectos de ley para el establecimiento de la nueva jerarquía judicial
- Reorganización del Archivo Nacional.
- Establecimiento del Seguro Mutuo de Vida y la Asociación Mutualista Judicial para los miembros del Poder Judicial.
- Construcción del nuevo local para el Ministerio de Justicia, Culto y Prisiones.
- Construcción del nuevo Palacio Nacional de Justicia y de los nuevos locales para Cortes Superiores.
- Construcción de nuevas edificaciones para cárceles y se reformaron las cárceles antiguas. Una de las construcciones más importantes fue la cárcel Departamental de Arequipa.
- En un intento de incrementar la religiosidad, se construyeron Parroquias y se impulsaron las Misiones Apostólicas.
- Se constituyeron proyectos de reformas para la nominación de Obispos y la celebración de Concordatos.
- Concesión de subsidios para terminar el Palacio Episcopal de Arequipa, para la construcción de la Basílica de Santa Rosa, para el Seminario de Santo Toribio de Lima, para el Seminario La Rambla en Tarma y para la restauración y reconstrucción de templos e iglesias.

#### Educación Pública
- El gobierno de Benavides trató que la educación pública sea el más firme baluarte de estabilidad y de progreso social.
- La política educacional de este gobierno se basó en la tecnificación por medio del mejoramiento de la enseñanza.
- Se incentivó la carrera magisterial mediante el sistema de concurso para cubrir las plazas vacantes, la estabilidad laboral y el incremento de beneficios del mutualismo magisterial (préstamos, pensiones, seguro y hospitalización).
- Creación del Ministerio de Educación Pública, separado del Ministerio de Justicia, Prisiones, Culto y Beneficencia. Su primer titular fue el coronel Ernesto Montagne Markholz.
- Institución de la Dirección de Psico-Pedagogía, Estadísticas e Inspecciones y los servicios de Construcciones y Conservación de Edificios Escolares y el de Inspección de Tipo Escolar.
- Reorganización y ampliación de la Dirección de Educación Física y Sanidad Escolar.
- Expansión de la enseñanza por medio del incremento del presupuesto del Ramo de Instrucción para aumentar la cantidad de escuelas y el número de maestros.
- La adquisición de carpetas, pupitres, pizarras, bancas, etc. para los nuevos colegios.
- Reorganización de la Asociación Mutualista Magisterial que tenía como fin proteger y socorrer al maestro en casos de necesidad y la construcción de casas para ellos.
- En el gobierno se impulsaron políticas para proteger la infancia como la pedagogía pre-escolar con maestros especializados creando la Escuela de Jardineras de la Infancia.
- Creación de la Escuela de Sordo – Mudos que fue incorporada de la Escuela de Niños ciegos.
- Se reabrió en 1935 la Universidad de San Marcos, que había sido clausurada por Sánchez Cerro en 1932.

#### Salud pública, trabajo y previsión social
- Creación del Ministerio de Salud Pública, Trabajo y Previsión Social.

- Se realizaron obras de saneamiento, es decir instalaciones de agua potable y desagüe en toda la República.
- Para mejorar el servicio de agua potable en la ciudad de Cuzco, se fijó un impuesto a la coca y a la cerveza en el departamento.
- Construcción del Hospital de Policía.
- Reorganización de los servicios de los refectorios escolares
- Creación del servicio anti-malárico de la ciudad de Ayacucho.
- Creación del Instituto Nacional de Higiene y Salud Pública.
- Creación del Instituto del Cáncer.
- Reorganización del Instituto Nacional del Niño y la ampliación e incremento de los servicios del Hospital del Niño.
- Creación de Institutos departamentales del niño y la organización de equipos médicos ambulantes de propaganda y educación higiénica.
- Creación del Dispensario Central dotado de numerosos consultorios especializados y la realización de campañas contra la tuberculosis infantil.
- Regulación de los precios y medicinas.
- Construcción de barrios obreros y de comedores y restaurantes populares, se buscaba debilitar a los partidos de izquierda y también usarlos como “laboratorios sociales” que llevarían a los obreros a constituirse como agentes de progreso y civilización. Entre dichos barrios mencionamos: El Barrio Obrero Modelo del Frigorífico y el Barrio Obrero Modelo, en el Callao; el Barrio Obrero de La Victoria y el Barrio Obrero del Rímac, en Lima.
- Establecimiento de un reglamento donde se estipulaban cuáles eran las condiciones que debían cumplir las viviendas obreras.
- Renovación de la legislación sobre accidentes, higiene y seguridad en el trabajo.
- Reorganización económica y técnica de las inspecciones regionales del trabajo.
- Construcción de 732 casas y se invirtió en la edificación y saneamiento de la vivienda.
- El 12 de agosto de 1936 se promulgó la Ley N.º 8433 que estableció el Seguro Social Obligatorio para Obreros, para cubrir los riesgos de enfermedad, maternidad, invalidez, vejez y muerte. Previamente a instancias del gobierno, el doctor Edgardo Rebagliati Martins hizo un estudio sobre los diversos sistemas de Seguros sociales en el mundo.
- Se declaró facultativo el seguro social para los trabajadores independientes y del servicio doméstico.
- Por la Ley N.º 8435, promulgada el 7 de julio de 1936, se hizo extensivos a todos los servidores del Estado los beneficios de jubilación, cesantía y montepío.
- Se inició la construcción del Hospital Obrero de Lima capacitado para atender a la población de la capital, el Callao y Balnearios.
- Creación de la Dirección de Asuntos Indígenas, como organismo dependiente del Ministerio de Salud Pública, Trabajo y Previsión Social. Se trataba de una entidad orientada a elevar el nivel de vida del indígena.

### Defensa Nacional
- Fue el eje central del gobierno del presidente Benavides.
- Acuerdo de una nueva escala de sueldos para los jefes y oficiales de los Institutos Armados.
- El gobierno proporcionó las disposiciones necesarias como normas racionales para la aplicación del Servicio Militar Obligatorio.
- Creación de nuevas unidades y el aumento de efectivos en los diversos cuerpos y servicios.
- La mejora de la instrucción del ejército se puso en evidencia en los exámenes de promoción y en las diversas maniobras y ejercicios realizados.
- El gobierno realizó un plan de construcción de nuevos cuarteles y edificios militares en las regiones, asimismo se construyeron y mejoraron los ya existentes.

1. Primera División: se construyeron los cuarteles de Tumbes “General Coloma” de Sullana “6 de agosto” y de Piura “Grau”, para Zapadores, Caballería y Artillería, respectivamente.
2. Segunda División: los cuarteles “Mariscal Cáceres”, para Infantería; “Comandante Espinar” para Zapadores, y “Mariscal” Castilla” para Unidades Motorizadas y Mecanizadas del Ejército.
3. Tercera División: se edificó el Cuartel “General Salaverry” en Arequipa, destinado a Infantería.
4. Cuarta División: se construyeron los cuarteles “Brigadier Pumacahua”, “Mariscal San Román” y “Bolognesi”, para unidades de Caballería, Infantería y Artillería, respectivamente.
5. Quinta División: se levantó el campamento militar “Vargas Guerra” en Iquitos y los cuarteles tipo Selva en “Pijuayal”, “Cabo Pantoja”, “Arica” y “Gueppi”. Óscar R. Benavides junto con su esposa Francisca Benavides Diez Canseco, más conocida como "Doña Paquita".

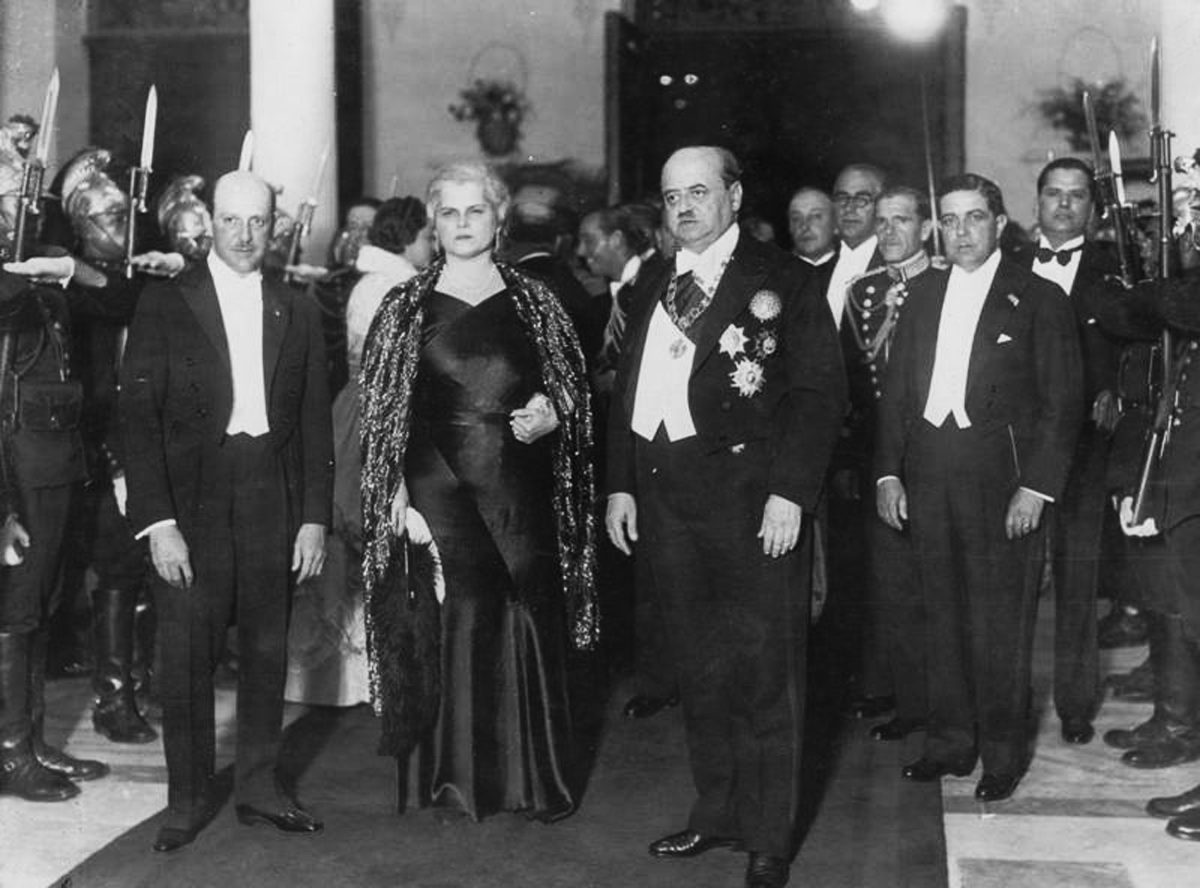
Óscar R. Benavides junto con su esposa Francisca Benavides Diez Canseco, más conocida como "Doña Paquita".

- Realización de importantes reformas en la Escuela Militar y en los cuarteles de “San Martín”, “Magdalena”, “Barbones”, “Las Palmas”, “Santa Catalina”, “Santa Ana”, “San Lázaro” y “La Pólvora”; en el Arsenal del Callao y en los cuarteles de Puno y “San Pedro”.
- Establecimiento de consultorios de diversas especialidades en el Hospital Militar de “San Bartolomé”.
- Se reformaron: el Arsenal de Guerra, el edificio del Estado Mayor del Ejército, la Escuela de Transmisiones, la Escuela Superior de Guerra, la Inspección General del Ejército, el local de las guarniciones de Huancayo y otras importantes reparticiones militares.
- Construcción de un estadio militar en los terrenos de la zona del Polígono del Tiro.
- Se impulsó el desarrollo de la Marina de Guerra y Mercante a través de la adquisición de nuevos elementos.
- Ampliación, realización y modernización de los cruceros de verano, “Almirante Grau” y “Coronel Bolognesi” y el buque auxiliar “Pariñas”.
- Modernización de buques y de submarinos como La Flotilla Fluvial del Amazonas la cual fue incrementada por las cañoneras “Amazonas” y “Loreto” y modernización de la “América”.
- Ampliación de las instalaciones de la Escuela Naval del Perú.

1. Formación de las Escuelas de Especialización para los ramos de torpedos, máquinas, radio y submarinos.
2. Renovación del sistema de faros de la costa.
3. Desarrollo del Servicio Hidrográfico.

- Construcción del Hospital Naval para darle una mejor condición al personal.
- Impulsó al desarrollo de la Aviación, por medio de la adquisición de aviones de distintas especialidades, cazas, bombardeo, reconocimiento y pasajeros.
- Apoyo al desenvolvimiento de la aviación civil.

1. Organización del Comando de Aeronáutica.
2. Distribución de las fuerzas aéreas.
3. Formulación de los nuevos Cuadros Orgánicos.

- Creación de la Escuela de Suboficiales Especialistas.

### Política internacional

#### Conflicto con Colombia: Leticia

Frontera peruano-colombiana, según lo establecido por el Tratado Salomón Lozano. El Protocolo de 1934 reconoció la vigencia de dicho Tratado.

Durante el gobierno de Benavides se adoptó una política conciliadora respecto al conflicto con Colombia. El presidente no consideraba que la disputa debía conllevar a una guerra por lo que aceptó la formación de una comisión mixta propuesta por la Liga de las naciones para que ocupará Leticia en nombre de Colombia. Perú y Colombia comenzaron negociaciones en Río de Janeiro para resolver los problemas en 1933 bajo la mediación de Afranio de Melo Franco. La delegación peruana propuso 2 soluciones: la primera, fue recuperar la parte baja del Trapecio de Leticia al concederle compensaciones territoriales a Colombia en el Alto Putumayo, pero Colombia lo rechazó. Por consiguiente, la delegación del Perú pidió que ello se decida por arbitraje.
Colombia propuso enviar el pedido a la Corte Permanente de Justicia Internacional de La Haya. Sin embargo, no se concretó ningún arreglo. Por ello, Perú decidió establecer una solución que evite la posibilidad de una modificación posterior de la frontera. Finalmente, ambos países aceptaron la propuesta de Melo Franco, la cual se constituiría en Río de Janeiro en abril de 1934 ella reivindicó la posición colombiana y se acordó que el tratado Salomón-Lozano no fuese alterado excepto por mutuo consentimiento o arbitraje internacional.
Asimismo, Perú decidió pedir disculpas por haber ocupado Leticia, restableciendo nuevamente relaciones diplomáticas con Colombia. Por último, en junio de 1938 la comisión mixta creada con fines específicos se disolvió porque ya había cumplido su propósito: llegar a acuerdos sobre los temas de libre navegación, regulaciones aduaneras y tránsito fronterizo. 

#### Relación con Ecuador, Chile y Bolivia

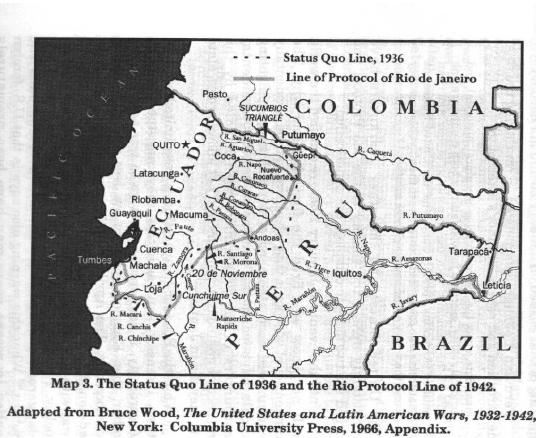
Línea del Statu quo establecido en la frontera peruano-ecuatoriano en 1936.

El gobierno de Óscar R. Benavides mantuvo negociaciones tanto con el gobierno del norte, Ecuador y con el gobierno del sur, Chile. Las discusiones con Ecuador consistieron en que se sintieron afectados en la disputa con Colombia por temas territoriales (hay que recordar las controversias limítrofes que tuvieron y firmaron el tratado con Colombia en 1922) y manifestaron que seguirían siendo una nación amazónica; por ello los invitaron a Lima para negociar, sin embargo, no se llevó a cabo nada. En 1936 llevaron la disputa a Washington para un arbitraje de jure, mas no total por parte de los Estados Unidos. 
De la misma manera se negoció con Chile y acordaron erigir un monumento simbólico en el morro de Arica para conmemorar su amistad. En 1933 concluyeron dos acuerdos adicionales: el primero, que Chile le entregue a Tacna 2.5 millones de pesos chilenos en materiales de construcción para cumplir con los requisitos del acuerdo de 1929 que tuvieron relación con la infraestructura portuaria en la bahía de Arica, pero los peruanos no recibieron bien el acuerdo y Benavides lo retiró del congreso. Luego se estableció un tratado de comercio, el tratado Polo-Rivas Vicuña que fue modificado por el protocolo Concha-Subercaseaux que consistió en regular los bienes entre ambos países. 
Por otro lado, Perú en 1936 firmó con Bolivia un pacto de no agresión que prohibió la intervención en los asuntos internos o externos de las partes. Asimismo, cabe mencionar que hacia finales de la década se modificaron las leyes que regían la adquisición de azúcar extranjera y asignaron al Perú una cuota de importación mayor. Además, el gobierno adoptó una política muy anti japonesa, restringió la inmigración y la actividad empresarial. 
En junio de 1935 el Perú se suscribió junto con Argentina, Brasil, Chile, Estados Unidos y Uruguay al protocolo de Suspensión de Hostilidades a raíz de la Guerra del Chaco que fue entre Bolivia y Paraguay. 
Un hecho importante sucedió en abril de 1939 cuando el Perú decide salir de la Liga de las Naciones. 

#### La VIII Conferencia Internacional Americana
La Asamblea fue el 9 de diciembre de 1938 en Lima. Se discutió acerca de la creación de la Corte Interamericana de Justicia, la codificación del Derecho Internacional Americano, la eliminación de las restricciones y limitaciones al comercio internacional y la cooperación intelectual y técnica del hemisferio. Durante esta conferencia se contó con la asistencia de las delegaciones de todos los Estados de Latinoamérica. Producto de ella, el 24 de diciembre fue aprobada la Declaración de Lima, por medio de la cual se reafirmó la solidaridad continental y se limitaron los mecanismos de consulta. Asimismo, se aprobó la Declaración de Principios Americanos que trataba del respeto del Derecho y de la obediencia de los Tratados. 

#### Diversas medidas
- Se expidió un reglamento para el funcionamiento de los servicios administrativos del Ministerio de Relaciones Exteriores.
- Se suscribió un convenio de intercambio cultural con Argentina.
- Se reglamentó el funcionamiento de la Comisión Consultiva del Ministerio de Relaciones Exteriores.
- Se promulgó un Reglamento de Inmigración.

#### Otros Certámenes Internacionales
- El XXVII Congreso Internacional de Americanistas que se realizó en Lima del 10 al 15 de septiembre del 1939. Se trataron temas de antropología física y biología humana, arqueología y prehistoria americana; arte, lingüística y folklore; antropología social e historia.
- Otras conferencias realizadas al exterior y tuvieron participación de Perú fueron: Conferencia Interamericana de Radio, el Congreso sobre seguridad en calles y caminos, el primer Congreso Latinoamericano de Criminología, la X Conferencia Sanitaria Panamericana, el X Congreso Argentino de Cirugía, la I Reunión Sudamericana de Botánica, el IV Congreso Odontológico, el I Congreso Interamericano de Turismo y otros.

#### Segunda Guerra Mundial
El presidente Benavides preparó al país frente a los futuros efectos de la guerra. Por ello se promulgó la ley N° 8951 que reunía las medidas distribuidas para evitar alteraciones en la vida normal económica del Perú, asimismo pretendía castigar a los que se aprovecharan del contexto. De esa manera se prohibió aumentar precios de productos de necesidad básica, de los productos hechos en Perú, de los materiales de construcción; la reducción de sueldos y jornales y el despido de obreros; la paralización de las obras y actividades comerciales e industriales y la exportación de artículos de necesidad básica. 
El gobierno se declaró neutral frente a la guerra.

### Obras Públicas
Gran impulso de obras públicas: edificios de ministerios, escuelas, irrigaciones y especialmente carreteras. 

#### Política Vial
- El gobierno llevó a cabo la primera política vial por la cual vinculó los pueblos más apartados de las regiones y estableció otros medios de comunicación.
- Formulación de un proyecto de ley librando el tránsito en todos los caminos y puentes de la República, por lo cual prohibía el cobro de cualquier peaje o impuesto.
- Realización de carreteras inter-urbanas: Avenida de la Guardia Chalaca, Autopista Limatambo, La Curva de la Avenida General Salaverry, Nuevo Camino entre el balneario de Chorrillos y la playa La Herradura, Avenida Costanera, Avenida 28 de Julio, etc.
- Construcción del Puente del Ejército.
- Constitución del Plan Trienal de Caminos (1937 - 1939) que fue uno de los pilares en la reforma del sistema vial emprendido por Benavides. Éste unificó el territorio, se costeó con recursos nacionales y promovió puestos de trabajo. Comprendió 2 series de carreteras: las de intercomunicación longitudinal (de norte a sur) y las de penetración de la Costa al Oriente Amazónico
- Construcción de las Carreteras Panamericanas entre ellas la Carretera Panamericana, la Carretera para Bolivia, la Carretera Central y la Carretera longitudinal de la costa.
- Construcción de las Carreteras Industriales como la carretera Pisco–Castrovirreyna y la Autovía a la cuenca de Oyon.
- Construcción de puentes en el norte como los puentes sobre los ríos Tumbes y Chira y en el Sur como el puente sobre el río Ocoña.

#### Política Marítima
- Construcción de nuevos puertos y la ampliación y mejoramiento de los existentes.

1. Ampliación del Terminal Marítimo del Callao, el cual se unió con la antigua Dársena por medio de un gran malecón.
2. Construcción del puerto Matarani, construcción del Dique y del Arsenal Naval.

- Reorganización de la Compañía Peruana de Vapores y adquisición de nuevas unidades para la flota mercante marítima.

#### Estadísticas y Comunicación
- Planificación y Organización de un Censo Nacional, que sería llevado a cabo en 1940.
- Durante el gobierno entraron los estudios de la Radio Nacional del Perú con las instalaciones y contó con los mejores y más modernos elementos técnicos.

#### Política Hotelera y Turística
- Se impulsó el crecimiento del sector turístico manifestado en la Ley No. 8 708 que buscó la construcción de hoteles en todas las regiones del país y sobre todo en las zonas rurales.
- Se construyó el Hotel de Turistas de Tingo María y se avanzaron los de Piura, Huánuco, Chala, Cuzco, Camaná, Puno, Huancayo, Huaraz, Arequipa y Abancay.

#### Irrigaciones
- Transformación de los terrenos para mejorar su fertilidad:

1. Norte: Irrigación con el río Tumbes, desviación Quiroz, encauzamiento del río Piura, mejoras en el canal del Chira, irrigación de las Pampas del “Arenal” y la “Esperanza”, irrigación con el río Chancay.
2. Lima: encauzamiento del río Rímac, encauzamiento del Lurín.
3. Sur: encauzamiento del río Chincha, represamiento de la laguna Huichinga, desviación de las lagunas Choclo y Orco, irrigaciones en Puqo.

#### Política Ganadera
- Creación del departamento de Agricultura y Ganadería.
- Creación de la Junta Nacional de la industria lanar.
- Protección y conservación de los auquénidos.

#### Piscicultura
- Constitución de un Plan de fomento de la industria piscícola, respetando la existencia de millones de peces. Para ello repobló lagos y ríos, con peces de consumo.

#### Guano
- Se impulsaron medidas para proteger las “aves guaneras” que se encontraban en las islas y el litoral peruano; asimismo organizaron la recolección del fertilizante y se prohibió la pesca en los lugares donde se encontraban las aves pues los peces eran el alimento de éstas.

#### Colonización
- El gobierno promovió la colonización de la selva por medio de la creación de la Dirección de Tierras de Montaña y Colonización
- Constitución del plan colonizador que consistió en: construir autovías de penetración, el establecimiento de servicios de comunicación y de granjas, la construcción del espacio público con edificaciones, la organización administrativa, fomento de industrias extractivas, distribución de tierras, concesión de créditos agrícolas a los colonos, etc.

#### Aviación
- El gobierno estructuró y realizó un plan de construcción de nuevas bases aéreas, entre ellas: las de Chiclayo, Víctor, Talara, Pucallpa y la Base Aérea y Escuela de Altura de Huancayo.
- El 2 de noviembre de 1937 fue inaugurado el Aeropuerto de Limatambo, situado en los terrenos del mismo nombre y de la Hacienda San Borja. Se constituyó en la única y obligada estación de todos los aviones civiles y comerciales que traficaban por Lima.
- Se mejoraron las bases aéreas de Las Palmas, San Ramón e Iquitos; se instaló el nuevo Parque Central de Aeronáutica en el Callao y se reparó el local de la Comandancia General de la Aeronáutica, de la Base de Ancón y el muelle de los depósitos de explosivos de la isla de San Lorenzo.
- Adquisición de armamentos y bombas, construcción de campos de aviación.

#### Deportes
- Inauguración de campos deportivos en Santa Beatriz, Martinete y Puente del Ejército en junio de 1937.
- Exoneración del impuesto predial a los establecimientos dedicados a fines deportivos, por medio de la ley N° 8658.

## Acontecimientos diversos
- El 27 de octubre de 1934, se prueba el primer avión construido en el Perú por la Compañía Nacional de Aviación Faucett.
- El 18 de enero de 1935 se conmemora el IV centenario de la fundación de Lima. Las festividades estuvieron a cargo del alcalde Luis Gallo Porras.
- El 28 de marzo de 1936 nace en Arequipa Mario Vargas Llosa, que se convertiría en un destacado escritor.
- El 13 de mayo de 1936 fallece en Lima el gran compositor de música criolla Felipe Pinglo Alva.
- El representativo peruano de fútbol tiene una destacada actuación en las Juegos Olímpicos de Berlín de 1936.
- El 30 de enero de 1937 se inaugura Radio Nacional con dos transmisores: de onda corta y larga, con potencia mayor a 10 kW.
- El primer vuelo directo entre Lima y Buenos Aires fue realizado por Armando Revoredo Iglesias, quien aterrizó el 27 de marzo de 1937, en El Palomar. Voló una distancia de 3.300 km en 13 horas y 3 minutos.
- El 29 de abril de 1938 muere en París el poeta César Vallejo.
- El 12 de febrero de 1939 la selección peruana de fútbol gana el Campeonato Sudamericano disputado en Lima, al vencer en la final al combinado de Uruguay.

## Autoridades

### Ministros
| Ministerio                           | Ministros | Periodo |
| ------------------------------------ | --- | --- |
| Presidencia del Consejo de Ministros | José Matías Manzanilla Jorge Prado Ugarteche José de la Riva Agüero y Osma Alberto Rey de Castro Carlos Arenas y Loayza Manuel E. Rodríguez Ernesto Montagne Markholz Manuel Ugarteche | 30 de abril de 1932 - 26 de junio de 1933 29 de junio de 1933 - 24 de noviembre de 1933 24 de noviembre de 1933 - 18 de mayo de 1934 18 de mayo de 1934 - 24 de diciembre de 1934 24 de diciembre de 1934 - 18 de mayo de 1935 18 de mayo de 1935 - 13 de abril de 1936 19 de abril de 1936 - 20 de abril de 1939 12 de abril de 1939 - 8 de diciembre de 1939               |
| Relaciones Exteriores                | José Matías Manzanilla Solón Polo Alberto Rey de Castro Carlos Concha Cárdenas Alberto Ulloa Sotomayor César A. de la Fuente Carlos Concha Cárdenas Enrique Goytisolo Bolognesi        | 30 de abril de 1932 - 26 de junio de 1933 29 de junio de 1933 - 5 de septiembre de 1934 5 de septiembre de 1934 - 14 de septiembre de 1934 14 de septiembre de 1934 - 13 de abril de 1936 13 de abril de 1936 - 22 de octubre de 1936 22 de octubre de 1936 - 30 de octubre de 1937 30 de octubre de 1937 - 19 de abril de 1939 20 de abril de 1939 - 8 de diciembre de 1939 |
| Hacienda y Comercio                  | Ignacio A. Brandariz Alfredo Solf y Muro Benjamín Roca García Fernando Tola Cires Manuel Ugarteche Teófilo Iglesias Rodríguez Benjamín Roca García Manuel Ugarteche                    | 30 de abril de 1933 - 26 de junio de 1933 29 de junio de 1933 - 24 de noviembre de 1933 24 de noviembre de 1933 - 21 de mayo de 1935 21 de mayo de 1935 - octubre de 1935 octubre de 1935 - 23 de octubre de 1936 23 de octubre de 1936 - 29 de octubre de 1937 29 de octubre de 1937 – 1 de diciembre de 1938 1 de diciembre de 1938 - 8 de diciembre de 1939               |
| Justicia, Culto e Instrucción        | Wenceslao Delgado Daniel Olaechea José de la Riva Agüero y Osma Alberto Rey de Castro Carlos Arenas y Loayza Ernesto Montagne Markholz                                                 | 30 de abril de 1932 - 26 de junio de 1933 29 de junio de 1933 - 24 de noviembre de 1933 24 de noviembre de 1933 - 18 de mayo de 1934 18 de mayo de 1934 - 24 de diciembre de 1934 24 de diciembre de 1934 - 18 de mayo de 1935 21 de mayo de 1935 - 5 de octubre de 1935 |
| Justicia y Culto                     | Wenceslao Delgado Diómedes Arias Schreiber Felipe de la Barra Diómedes Arias Schreiber Guillermo Almenara Irigoyen José Félix Aramburú                                                 | 5 de octubre de 1935 - 13 de abril de 1936 13 de abril de 1936 - 23 de octubre de 1936 23 de octubre de 1936 - 29 de octubre de 1937 29 de octubre de 1937 - 20 de marzo de 1939 20 de marzo de 1939 - 19 de abril de 1939 20 de abril de 1939 - 8 de diciembre de 1939 |
| Gobierno y Policía                   | Julio Chávez Cabello Jorge Prado Ugarteche Alfredo Henriod Grellaud Antonio Rodríguez Ramírez Diómedes Arias Schreiber                                                                 | 30 de abril de 1933 - 26 de junio de 1933 29 de junio de 1933 - 24 de noviembre de 1933 24 de noviembre de 1933 - 21 de mayo de 1935 21 de mayo de 1935 - 20 de marzo de 1939 20 de marzo de 1939 - 8 de diciembre de 1939 |
| Fomento y Obras Públicas             | Manuel E. Rodríguez Pablo Ernesto Sánchez Cerro Carlos Alayza y Roel Héctor Boza Manuel E. Rodríguez Héctor Boza Federico Recavarren Héctor Boza                                       | 30 de abril de 1933 - 3 de mayo de 1933 3 de mayo de 1933 - 26 de junio de 1933 29 de junio de 1933 - 26 de noviembre de 1933 26 de noviembre de 1933 - 21 de mayo de 1935 21 de mayo de 1935 - 13 de abril de 1936 13 de abril de 1936 - 23 de octubre de 1936 23 de octubre de 1936 - 29 de octubre de 1937 29 de octubre de 1937 - 8 de diciembre de 1939                 |
| Educación Pública                    | Ernesto Montagne Markholz Óscar Arrús | 12 de septiembre de 1935 - 19 de abril de 1939 19 de abril de 1939 - 8 de diciembre de 1939 |
| Salud, Trabajo y Previsión Social    | Armando Montes de Peralta Fortunato Quesada Larrea Roque A. Saldías Rafael Escardó Guillermo Almenara Irigoyen                                                                         | 9 de octubre de 1935 - 12 de abril de 1936 13 de abril de 1936 - 23 de octubre de 1936 3 de noviembre de 1936 - 29 de octubre de 1937 29 de octubre de 1937 - 19 de abril de 1938 30 de abril de 1938 - 8 de diciembre de 1939 |
| Marina y Aviación                    | Alfredo Benavides Diez Canseco Luis A. Flores Carlos Rotalde González del Valle Héctor Mercado Roque A. Saldías                                                                        | 30 de abril de 1933 - 3 de mayo de 1933 3 de mayo de 1933 - 26 de junio de 1933 29 de junio de 1933 - 21 de mayo de 1935 21 de mayo de 1935 - 29 de octubre de 1937 29 de octubre de 1937 - 8 de diciembre de 1939 |
| Guerra                               | Antonio Beingolea Balarezo Manuel E. Rodríguez Federico Hurtado Felipe de la Barra | 30 de abril de 1933 - 26 de junio de 1933 29 de junio de 1933 - 21 de mayo de 1935 21 de mayo de 1935 - 19 de abril de 1939 20 de abril de 1939 - 8 de diciembre de 1939 |